# هفتمین مهمان
«هفتمین مهمان» (انگلیسی: The 7th Guest) یک بازی ویدئویی در سبک بازی ویدئویی معمایی، بازی ماجراجویی است که توسط Virgin Interactive و در سال ۱۹۹۳ و در پلت‌فرم‌های مایکروسافت ویندوز، داس، Philips CD-i، مک‌اواس، و آی‌اواس منتشر شده‌است.